# أل دوايت
أل دوايت (بالإنجليزية: Al Dwight)‏ هو لاعب كرة قاعدة أمريكي، ولد في 4 يناير 1856 في نيويورك في الولايات المتحدة، وتوفي في 20 فبراير 1903 في سان فرانسيسكو في الولايات المتحدة.

## وصلات خارجية
- أل دوايت على موقعبيزبول رفرنس.كوم (الدوري الرئيسي) (الإنجليزية)